# Diospyros loureiroana
Diospyros loureiroana là một loài thực vật có hoa trong họ Thị. Loài này được G.Don mô tả khoa học đầu tiên năm 1837.